# Stockshöhe
Stockshöhe ist ein Ortsteil von Morsbach im Oberbergischen Kreis im südlichen Nordrhein-Westfalen innerhalb des Regierungsbezirks Köln.

## Lage und Beschreibung
In ländlicher, waldreicher Umgebung liegt Stockshöhe am südlichsten Zipfel des Oberbergischen Kreises.  Die Städte Gummersbach (38 km), Siegen (35 km) sowie Köln (75 km) sind in kurzer Zeit mit dem Auto zu erreichen.
Benachbarte Ortsteile sind Stentenbach im Norden, Wittershagen im Südosten und Alzen im Westen.

## Geschichte
1864 wird der Ort ein erstes Mal in der Urliste der sämmlichen Civil-Einwohner zu Morsbach aufgeführt. Benannt ist er mutmaßlich nach einem Grubensteiger Johann Stock, der dort Land erwarb. Es handelte sich um eine Niederlassung seit langem in der Region beheimateter jenischer Familien. Mit der Modernisierung des Niederlassungsrechts in Preußen war es für den migrierenden Bevölkerungsteil möglich geworden, in eine Gemeinde zuzuziehen und dort ansässig zu werden. Viele der angeblich „Heimatlosen“ nutzten die neue Möglichkeit, um ihre fragile Lebenssituation zu stabilisieren. Einige hatten sich bereits etwas früher im nahegelegenen Wittershagen oder in Wiehl bei Wildbergerhütte, im Westerwald bei Molzhain („Molzhainer Höhe“) oder im Siegerland (Alchen, Oberfischbach) niedergelassen. Andere zogen nun auf die landwirtschaftlich ungenutzte, weil wenig ergiebige Grenzhöhe abseits des Gemeindemittelpunkts Morsbach.
Hier errichteten sie zunächst aus „Lehm, Pfähle[n], Wacholdersträucher[n], Stroh u. dergl.“ einfache Behausungen, die später zu festen Häusern ausgebaut wurden. Von hier aus bereisten sie als Irdengeschirrhändler, Korbmacher, Lumpensammler oder Musiker das Umland. 1858 – noch lautet die Bezeichnung „Oberwittershagen“ – gab es in zwei Häusern zehn Einwohner, 1864 waren es in sieben Häusern 36 Personen. Im Jahre 1891 war der Ort auf 21 Häuser mit 132 Personen angewachsen. 
Die Armut der Zuzügler unterschied sich nur graduell von der Armut vieler alteingesessener Einwohner der insgesamt armen Bürgermeisterei Morsbach. „Der ganze Landstrich scheint vor noch nicht gar zu langer Zeit eine öde trostlose Wildniß gewesen zu sein, wo alles andere, nur nicht Menschen gelebt haben mögen. Man merkt dies an den noch teils ungerodeten oder erst in Benutz genommenen Ländereien, an den wenig ansehnlichen und oft erbärmlich gebauten Hütten und an den der Civilisation kaum ähnlichen vollständig ungebildeten Völkern“, bemerkte 1876 ein Lehrer in Alzen.
Mit dem Wechsel in eine ortsfeste Lebensweise ging der Wechsel in Lohntätigkeiten vor allem in den im Siegtal gelegenen Industriebetrieben einher. In einem längeren Anpassungsprozess veränderte sich der Charakter der Ansiedlung. 1907 erklärte ein Chronist, es habe „im Schulbezirk Alzen, besonders im Ort Stockshöhe, recht sonderbar“ ausgesehen. „Das äußere Bild wurde bestimmt durch die Armut der Leute. ... Heute läßt sich wohl von entgegengesetzten Berichten erkennen, damals Armut und Verschwendungssucht, heute gutes Einkommen und im allgemeinen Geiz.“

## Freizeit

### Vereinswesen
- Dorfgemeinschaft Stockshöhe